# Эдгар, Джессика
Джессика Эдгар (род. 15 марта 2005) — британская автогонщица. В настоящее время выступает в Академии F1 за команду Rodin Carlin.

## Карьера

### Картинг
Эдгар начала свою гоночную карьеру в картинге в 2010 году. В 2013 году перешла в категорию кадетов. В 2017 году Джессика стала чемпионкой гоночного клуба Cumbria Kart Racing Club в Роуре. В 2018 году она выиграла несколько картинговых гонок в категории Mini X30. В 2019 году Эдгар заняла второе место в этой категории на Гран-при Motorsport UK Kartmasters и четвертое место на чемпионате Великобритании по картингу. В том же году приняла участие в FIA Motorsport Games в Кубке картингового слалома. Она пропустила сезон 2020 года из-за пандемии COVID-19, но вернулась в картинг в 2021 году и в том же году заняла тринадцатое место в категории X30 Junior чемпионата Великобритании.

### Чемпионат GB4
В 2022 году Эдгар переключилась на формульные гонки, где выступала за команду Fortec Motorsport в новом чемпионате GB4. Она заняла подиум в Оултон-парке и сумела финишировать в десятке лучших в большинстве других гонок. С 269 очками заняла седьмое место в итоговой таблице.

### Академия F1
В 2023 году Эдгар перешла в Академию F1, новую серию для женщин, организованной Формулой-1, в котором она будет выступать за команду Rodin Carlin.